# Michael Spinks
Michael Spinks (St. Louis, 13 luglio 1956) è un ex pugile statunitense.
Campione del mondo dei pesi mediomassimi dal 1981 al 1985 e dei pesi massimi dal 1985 al 1987, fratello di Leon Spinks e zio di Cory Spinks, è riconosciuto tra i migliori pugili di ogni epoca dalla International Boxing Hall of Fame.

## Gli inizi
Ottimo dilettante, vinse l'oro dei pesi medi ai Giochi della XXI Olimpiade del 1976 a Montréal, successo ottenuto combattendo solo due incontri. Passato con un "bye" il primo turno, negli ottavi di finale avrebbe dovuto incontrare il camerunese Jean-Marie Emebe, ma costui si ritirò come tutti gli altri atleti del suo Paese per il boicottaggio contro la presenza ai Giochi della Nuova Zelanda, rea di intrattenere rapporti con il Sudafrica razzista. 
Nei quarti di finale Spinks batté ai punti il polacco Ryszard Pasiewicz ma in semifinale si ritrovò sul ring senza avversario in quanto il rumeno Alec Nastac presentò certificato medico dopo un infortunio rimediato nel pur vittorioso turno precedente contro il brasiliano Martins.
In finale Spinks dominò il sovietico Rufat Riskijev vincendo per K.O. tecnico dopo 1'56" della terza ripresa.

## La carriera
Professionista dal 1977, successe come campione del mondo dei mediomassimi a Eddie Mustafa Muhammad battendolo ai punti in 15 round.
Imbattuto tra i mediomassimi, abbandonò il titolo e, nel 1985, in un incontro valido per il titolo mondiale dei pesi massimi batté Larry Holmes ai punti in 15 round, risultato che si ripeté nella rivincita avvenuta nel 1986.
Come professionista perse solo l'ultimo incontro della propria carriera, nel 1988, battuto per KO al 1º round, dopo soli 91 secondi, da Mike Tyson, allora all'apice della forma.

## Lista degli incontri
Di seguito, la lista degli incontri disputati da professionista:
| 32 incontri         | 31 vittorie | 1 sconfitta |
| ------------------- | ----------- | ----------- |
| KO                  | 21          | 1           |
| Decisione arbitrale | 10          | 0           |

| No. | Risultato | Record | Avversario             | Metodo | Round         | Data              | Età | Luogo                                    | Note |
| --- | --------- | ------ | ---------------------- | ------ | ------------- | ----------------- | --- | ---------------------------------------- | --- |
| 32  | Sconfitta | 31–1   | Mike Tyson             | KO     | 1 (12), 1:31  | 27 giugno 1988    | 31  | Convention Hall, Atlantic City,          | Perde il titolo The Ring dei pesi massimi Incontro valido per i titoli WBA, WBC e IBF dei pesi massimi                |
| 31  | Vittoria  | 31–0   | Gerry Cooney           | T.KO   | 5 (15), 2:51  | 15 giugno 1987    | 30  | Convention Hall, Atlantic City,          | Difende il titolo The Ring dei pesi massimi                                                                           |
| 30  | Vittoria  | 30–0   | Steffen Tangstad       | T.KO   | 4 (15), 0:58  | 6 settembre 1986  | 30  | Las Vegas Hilton, Winchester,            | Difende i titoli IBF e The Ring dei pesi massimi                                                                      |
| 29  | Vittoria  | 29–0   | Larry Holmes           | S.D.   | 15            | 19 aprile 1986    | 29  | Las Vegas Hilton, Winchester,            | Difende i titoli IBF e The Ring dei pesi massimi                                                                      |
| 28  | Vittoria  | 28–0   | Larry Holmes           | D.U.   | 15            | 21 settembre 1985 | 29  | Riviera, Winchester,                     | Vince i titoli IBF e The Ring dei pesi massimi                                                                        |
| 27  | Vittoria  | 27–0   | Jim MacDonald          | T.KO   | 8 (15), 1:30  | 6 giugno 1985     | 28  | Riviera, Winchester,                     | Difende i titoli WBA, WBC, IBF e The Ring dei pesi mediomassimi                                                       |
| 26  | Vittoria  | 26–0   | David Sears            | T.KO   | 3 (12), 1:02  | 23 febbraio 1985  | 28  | Sands, Atlantic City,                    | Difende i titoli WBA, WBC, IBF e The Ring dei pesi mediomassimi                                                       |
| 25  | Vittoria  | 25–0   | Eddie Davis            | D.U.   | 12            | 25 febbraio 1984  | 27  | Steel Pier, Atlantic City,               | Difende i titoli WBA, WBC e The Ring dei pesi mediomassimi Vince il titolo inaugurale dei pesi mediomassimi della IBF |
| 24  | Vittoria  | 24–0   | Oscar Rivadeneyra      | T.KO   | 10 (15), 1:42 | 25 novembre 1983  | 27  | Pacific Coliseum, Vancouver,             | Difende i titoli WBA, WBC e The Ring dei pesi mediomassimi                                                            |
| 23  | Vittoria  | 23–0   | Dwight Muhammad Qawi   | D.U.   | 15            | 18 marzo 1983     | 26  | Convention Hall, Atlantic City,          | Difende il titolo WBA dei pesi mediomassimi Vince il titolo WBC e il titolo The Ring dei pesi mediomassimi            |
| 22  | Vittoria  | 22–0   | Johnny Davis           | T.KO   | 9 (15), 2:27  | 18 settembre 1982 | 26  | Sands, Atlantic City,                    | Difende il titolo WBA dei pesi mediomassimi                                                                           |
| 21  | Vittoria  | 21–0   | Jerry Celestine        | T.KO   | 8 (15), 1:58  | 12 giugno 1982    | 25  | Playboy Hotel and Casino, Atlantic City, | Difende il titolo WBA dei pesi mediomassimi                                                                           |
| 20  | Vittoria  | 20–0   | Murray Sutherland      | T.KO   | 8 (15), 1:24  | 11 aprile 1982    | 25  | Playboy Hotel and Casino, Atlantic City, | Difende il titolo WBA dei pesi mediomassimi                                                                           |
| 19  | Vittoria  | 19–0   | Mustafa Wassaja        | T.KO   | 6 (15), 1:36  | 13 febbraio 1982  | 25  | Playboy Hotel and Casino, Atlantic City, | Difende il titolo WBA dei pesi mediomassimi                                                                           |
| 18  | Vittoria  | 18–0   | Vonzell Johnson        | T.KO   | 7 (15), 1:13  | 7 novembre 1981   | 25  | Playboy Hotel and Casino, Atlantic City, | Difende il titolo WBA dei pesi mediomassimi                                                                           |
| 17  | Vittoria  | 17–0   | Eddie Mustafa Muhammad | D.U.   | 15            | 18 luglio 1981    | 25  | Imperial Palace, Paradise,               | Vince il titolo WBA dei pesi mediomassimi                                                                             |
| 16  | Vittoria  | 16–0   | Marvin Johnson         | KO     | 4 (10), 1:22  | 28 marzo 1981     | 24  | Steel Pier, Atlantic City,               | |
| 15  | Vittoria  | 15–0   | Willie Taylor          | T.KO   | 8 (10), 2:40  | 24 gennaio 1981   | 24  | Martin Luther King Arena, Filadelfia,    | |
| 14  | Vittoria  | 14–0   | Yaqui Lopez            | T.KO   | 7 (10), 0:46  | 18 ottobre 1980   | 24  | Convention Hall, Atlantic City,          | |
| 13  | Vittoria  | 13–0   | David Conteh           | T.KO   | 9 (10), 2:35  | 2 agosto 1980     | 24  | Riverside Centroplex, Baton Rouge,       | |
| 12  | Vittoria  | 12–0   | Murray Sutherland      | D.U.   | 10            | 4 maggio 1980     | 23  | Concord Resort Hotel, Thompson,          | |
| 11  | Vittoria  | 11–0   | Ramon Ranquello        | T.KO   | 6 (10), 3:00  | 24 febbraio 1980  | 23  | Steel Pier, Atlantic City,               | |
| 10  | Vittoria  | 10–0   | Johnny Wilburn         | D.U.   | 8             | 1 febbraio 1980   | 23  | Louisville Gardens, Louisville,          | |
| 9   | Vittoria  | 9–0    | Marc Hans              | T.KO   | 1 (8)         | 24 novembre 1979  | 23  | Metropolitan Sports Center, Bloomington, | |
| 8   | Vittoria  | 8–0    | Eddie Phillips         | KO     | 4 (8), 1:33   | 15 dicembre 1978  | 22  | Westchester County Center, White Plains, | |
| 7   | Vittoria  | 7–0    | Tom Bethea             | D.U.   | 8             | 15 febbraio 1978  | 21  | Las Vegas Hilton, Winchester,            | |
| 6   | Vittoria  | 6–0    | Gary Summerhays        | D.U.   | 8             | 22 ottobre 1977   | 21  | The Aladdin, Paradise,                   | |
| 5   | Vittoria  | 5–0    | Ray Elson              | KO     | 1 (8), 0:51   | 13 settembre 1977 | 21  | Grand Olympic Auditorium, Los Angeles,   | |
| 4   | Vittoria  | 4–0    | Jasper Brisbane        | T.KO   | 2 (6), 2:56   | 23 agosto 1977    | 21  | Spectrum, Filadelfia,                    | |
| 3   | Vittoria  | 3-0    | Joe Borden             | KO     | 2 (6), 2:20   | 1 giugno 1977     | 20  | Forum, Montréal,                         | |
| 2   | Vittoria  | 2-0    | Luis Rodriguez         | D.U.   | 6             | 7 maggio 1977     | 20  | Kiel Auditorium, St. Louis,              | |
| 1   | Vittoria  | 1-0    | Eddie Benson           | T.KO   | 1 (6), 2:55   | 16 aprile 1977    | 20  | The Aladdin, Paradise                    | |

 Legenda
KO: knockout
T.KO: knockout tecnico
D.U: decisione unanime
M.D: decisione di maggioranza
S.D: decisione di divisione
SQ: squalifica